# Cryptothylax
A Cryptothylax  a kétéltűek (Amphibia) osztályába, a békák (Anura) rendjébe és a mászóbékafélék (Hyperoliidae) családjába tartozó nem.

## Előfordulásuk
Az ide sorolt fajok a Kongó-medencében honosak.

## Rendszerezés
A nembe az alábbi 2 faj tartozik:
- Cryptothylax greshoffii (Schilthuis, 1889)
- Cryptothylax minutus Laurent, 1976